# Rhampholeon waynelotteri
Rhampholeon waynelotteri — вид ігуаноподібних ящірок родини хамелеонових (Chamaeleonidae). Ендемік Танзанії. Описаний у 2022 році.

## Поширення і екологія
Rhampholeon waynelotteri мешкають в горах Нґуру на сході центральної Танзанії. Вони живуть у вологих гірських тропічних лісах, на висоті 1280 м над рівнем моря.